# Sobór Zmartwychwstania Pańskiego w Narwie
Sobór Zmartwychwstania Pańskiego – prawosławny sobór katedralny w Narwie, katedra eparchii narewskiej Estońskiego Kościoła Prawosławnego, wzniesiony w latach 1890–1896.
Cerkiew została wzniesiona jako parafialna świątynia przeznaczona dla prawosławnych robotników narewskich zakładów, przede wszystkim Manufaktury Kreenholmskiej, której zarząd przeznaczył na budowę świątyni 500 tys. rubli. Została konsekrowana 17 listopada 1896 r. przez arcybiskupa ryskiego i mitawskiego Arseniusza i od tego czasu jest nieprzerwanie czynna. Jako jedna z nielicznych budowli w mieście przetrwała bombardowania i radziecko-niemieckie walki o Narwę w 1944 r. W 1958 r. otrzymała rangę soboru, natomiast od 2011 r. jest katedrą eparchii narewskiej. 
Budynek reprezentuje styl neobizantyjski.  

## Historia

### Budowa
O budowę cerkwi w narewskiej robotniczej dzielnicy Kreenholm wnioskował w kwietniu 1873 r. gubernator estoński Wiktor Poliwanow. Podkreślał on, że spośród 10 tys. robotników zatrudnionych w Narwie blisko połowa była wyznania prawosławnego. 28 lutego 1874 r. Świątobliwy Synod Rządzący i car Aleksander II skierowali do biskupa odpowiedniej eparchii, tj. do biskupa ryskiego i mitawskiego Beniamina ukaz zezwalający na budowę cerkwi na warunkach zaproponowanych przez gubernatora. Wzniesienie obiektu miało zostać sfinansowane poprzez pobranie dwóch kopiejek od rubla z wypłaty każdego robotnika. Prawdopodobnie jednak działania takie zablokowała dyrekcja Manufaktury Kreenholmskiej, w rezultacie czego jeszcze w grudniu 1874 r. gubernator wycofał się z zamiarów szybkiej budowy cerkwi, twierdząc, że nie ma na to funduszy. Inicjatywę podjął na nowo nowy gubernator estoński Siergiej Szachowskoj, który we wrześniu 1889 r. skierował do zarządcy Manufaktury list, w którym nalegał na budowę świątyni prawosławnej dla robotników zakładu. 
Ostatecznie położenie kamienia węgielnego pod świątynię miało miejsce 5 sierpnia 1890 z udziałem cara Aleksandra III i jego małżonki Marii Fiodorowny. Na uroczystości obecni byli również wielka księżna Ksenia Aleksandrowna, wielki książę Sergiusz Aleksandrowicz z małżonką Elżbietą Fiodorowną, wielki książę Mikołaj Mikołajowicz starszy oraz wielki książę Aleksander Michajłowicz. Działkę pod budowę cerkwi przekazał dyrektor Manufaktury Kreenholmskiej Iwan Prowe, a przedsiębiorstwo przeznaczyło na budowę 500 tys. rubli. Projekt obiektu wykonał architekt manufaktury Pawieł Alisz, który zaplanował wzniesienie świątyni w stylu neobizantyjskim, różnym od cerkwi już istniejących w Narwie. Prace budowlane trwały do 1896 r. 17 listopada tego roku arcybiskup ryski i mitawski Arseniusz poświęcił główny ołtarz gotowej świątyni, a następnie pierwszy raz odprawił w świątyni Świętą Liturgię. Na uroczystości obecny był gubernator estoński Jewstafij Skałon. W roku następnym osobno konsekrowane zostały ołtarze boczne Ikony Matki Bożej „Wszystkich Strapionych Radość” i Wszystkich Świętych. W 1901 r. do parafii erygowanej przy cerkwi należeli przede wszystkim pracownicy fabryczni (74% wszystkich wiernych). 
Cerkiew działała jako świątynia parafialna nieprzerwanie od momentu poświęcenia. W latach II wojny światowej nabożeństwa odbywały się jednak głównie w dolnej cerkwi w podziemiach. W czasie działań wojennych została poważnie uszkodzona: zniszczeniu uległ dach, szyby okienne oraz ściana północna, w którą uderzył pocisk. Zrujnowane zostały również portale północno-zachodni i północno-wschodni oraz wszystkie pomieszczenia ołtarzowe. Cerkiew była jedną z nielicznych budowli, które przetrwały w Narwie radzieckie bombardowania podczas walk o miasto w 1944 r. Jako że podczas walk zniszczona została najważniejsza dotąd prawosławna świątynia w mieście, sobór Przemienienia Pańskiego, 20 stycznia 1958 r. dawna fabryczna cerkiew parafialna otrzymała honorową rangę soboru. 
Cerkiew pozostawała czynna w okresie przynależności Estonii do ZSRR. Na nabożeństwa regularnie uczęszczały głównie starsze osoby. W latach 50. i 60. XX wieku w jej otoczeniu wzniesiono nowe budynki mieszkalne, by świątynia przestała być główną dominantą otoczenia, widoczną z daleka. Również w latach 50. wyremontowano i ponownie poświęcono pomieszczenie ołtarzowe poświęcone Wszystkim Świętym, zmieniając jego patrona na św. Mikołaja. W 1996 r. natomiast, po remoncie, metropolita talliński i całej Estonii Korneliusz ponownie konsekrował cerkiew dolną. 
Sobór Zmartwychwstania Pańskiego był jedyną prawosławną budowlą sakralną w Narwie od 1944 r. do 2003 r., kiedy ukończono budowę nowej cerkwi Narewskiej Ikony Matki Bożej. W 1990 r. rozpoczęła przy nim działalność szkoła niedzielna dla dzieci, a następnie także prawosławna szkoła dla dorosłych. 
W 2011 r. świątynia stała się soborem katedralnym erygowanej przez Święty Synod Rosyjskiego Kościoła Prawosławnego eparchii narewskiej.

## Architektura

### Bryła budynku

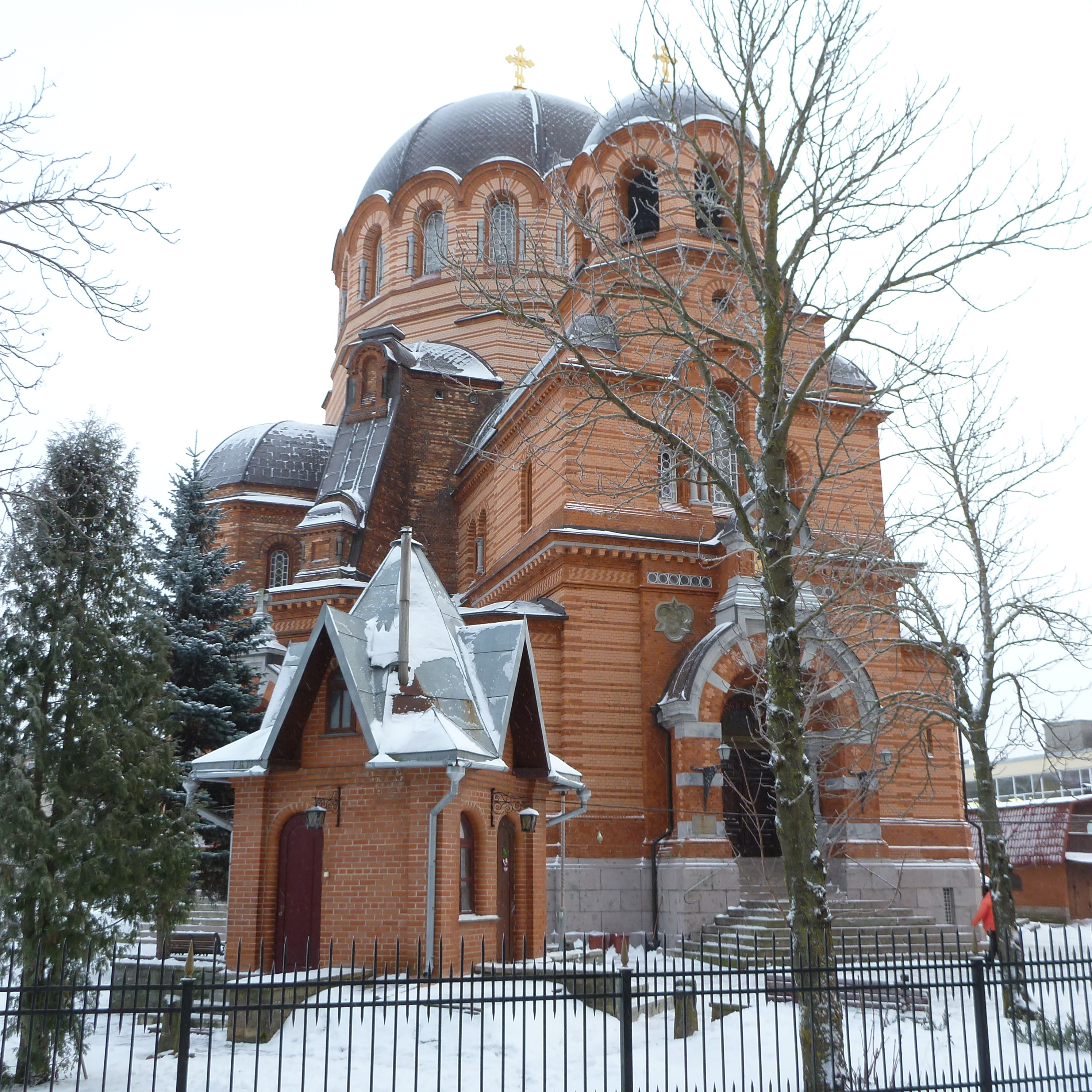
Elewacja cerkwi z dzwonnicą

Sobór reprezentuje jeden z charakterystycznych typów świątyń, jakie wykształciły się w XIX-wiecznej rosyjskiej architekturze sakralnej. Podobne neobizantyjskie katedry o ciężkiej bryle i monumentalnej kopule wznoszono również w innych miastach Rosji, głównie na peryferiach carskiego imperium.
Sobór wzniesiony jest na planie krzyża greckiego z czerwonej i żółtej cegły wytwarzanej w fabryce Kulgu. Jedynie schody, dekoracyjne elementy fasady i fundament wykonano z fińskiego granitu. Jest budowlą trójnawową, idealnie symetryczną, dającą się wpisać w okrąg. Na czterech ścianach obiektu, nad portalami (aktualnie nieużywanymi, do soboru prowadzi tylko jedno wejście), umieszczone są wizerunki św. Aleksandra Newskiego, świętych Kosmy i Damiana, Matki Bożej (według ikony „Wszystkich Strapionych Radość”) oraz św. Mikołaja. Sobór wieńczy jedna kopuła, poniżej której znajduje się rząd 16 półkolistych okien oraz cztery półkopuły (konchy). Łączna wysokość soboru wynosi 40,5 m, długość – 34,8, natomiast szerokość – 28,4. W niższych partiach świątyni znajdują się dalsze 22 okna. Pierwotnie we wszystkich otworach okiennych znajdowały się witraże, które przetrwały do początku XXI w. tylko szczątkowo. Kompozycje takie przetrwały w trzech oknach w centralnym pomieszczeniu ołtarzowym, w innych widoczne są tylko szczątki witraży.
Po lewej stronie przedsionka cerkiewnego znajduje się przejście do usytuowanej w podziemiu zakrystii. Prowadzą do niej metalowe schody z 43 stopniami i kutą balustradą. Obecnie w dawnych pomieszczeniach zakrystii znajduje się pracownia wyszywania szat duchownych i produkcji naczyń liturgicznych. Z kolei po stronie prawej znajdują się schody prowadzące na chór i dalej na dzwonnicę. W soborze znajduje się osiem dzwonów, z których największy waży 2053,8 kg i jest dekorowany wizerunkiem Chrystusa Zbawiciela. Na dwóch mniejszych (odpowiednio 875,5 i 419,9 kg) widoczne są postacie Matki Bożej i św. Mikołaja oraz inskrypcje informujące o ich odlaniu w fabryce w Gatczynie.

### Wnętrze

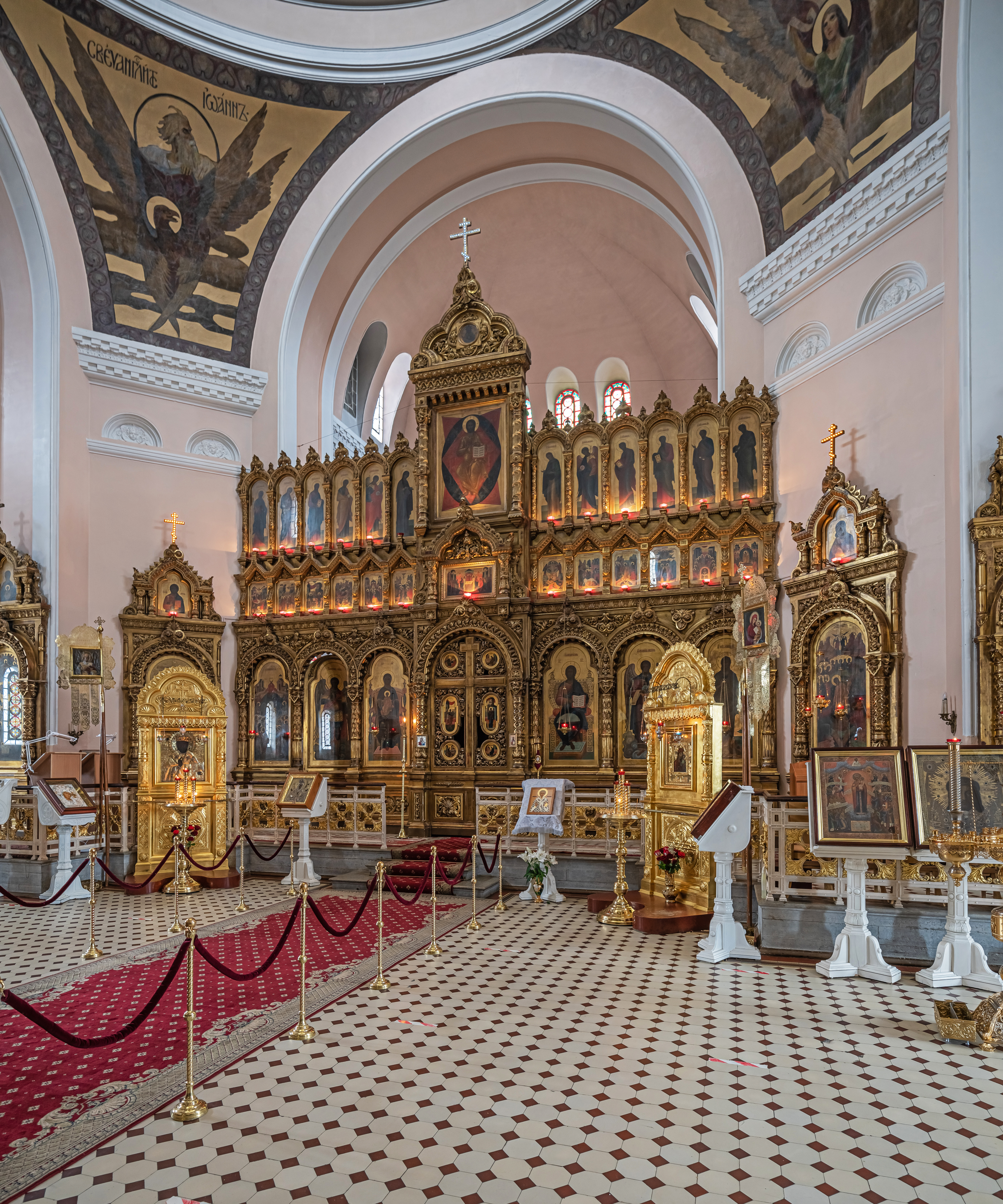
Ikonostas przed głównym ołtarzem

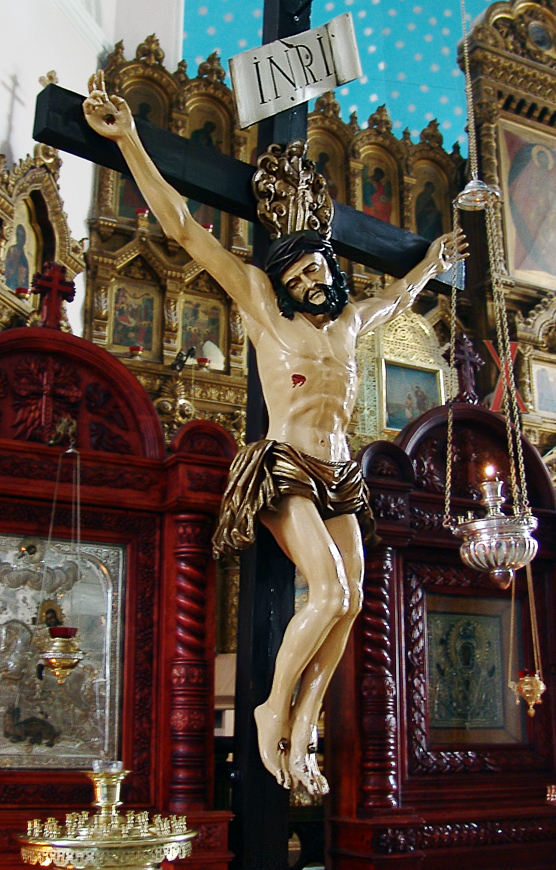
Krucyfiks z soboru Przemienienia Pańskiego

W soborze znajduje się trzyrzędowy ikonostas wykonany w pracowni Afanasjewa, z ikonami Michaiła Dikariewa, ikonografa z Moskwy. Wizerunki świętych w ikonostasie napisano, wzorując się na XVI-wiecznej ikonografii moskiewskiej, nie zaś, jak często w XIX–XX w., w stylu naśladującym malarstwo zachodnie. Ikonostas wykonano z drewna dębowego, z rzeźbieniami w drewnie lipowym. Był pokryty częściowo błyszczącą, a częściowo matową pozłotą. Wygląd ikonostasu nie był zmieniany ani razu od momentu wstawienia go do świątyni. Ikony przeznaczone dla soboru pisano tak, by pasowały charakterem do architektury budynku. Świętych przedstawiano w pozycji stojącej, wyprostowanej, w rozszerzających się ku dołowi szatach, z harmonijnymi fryzurami lub nakryciami głowy.
Przed bocznymi ołtarzami znajdują się ikonostasy dwurzędowe.
W 1912 r. w kopule i półkopułach wykonano freski. Z kompozycji tych przetrwały wizerunki Czterech Ewangelistów oraz postać Chrystusa Pantokratora w kopule. Malowidła we wschodniej półkopule uległy całkowitemu zniszczeniu, pozostałe są poważnie uszkodzone.
W soborze znajduje się XVII-wieczna rzeźba Ukrzyżowania autorstwa Elerta Tile, przeniesiona z soboru Przemienienia Pańskiego w Narwie po jego zniszczeniu w czasie bombardowania w 1944 r. Chociaż jest to zabytek zachodniochrześcijańskiej sztuki sakralnej, a we współczesnym prawosławiu kult rzeźb uważany jest za niewskazany, krucyfiks otaczany jest przez wiernych szczególnym kultem. Według miejscowej tradycji dochodziło przed nim w latach 80. XX wieku do cudów, a szczególną siłę miały zanoszone przed nim modlitwy kobiet o szczęśliwy poród. Za cudotwórcze uważane są również XVI-wieczna ikona św. Mikołaja oraz kopia ikony Matki Bożej „Znak”. Drugi z wymienionych wizerunków pochodzi z cerkwi Ikony Matki Bożej „Znak” w Iwangorodzie. Ponadto w soborze znajduje się kopia Narewskiej Ikony Matki Bożej, czczonej w Narwie przed II wojną światową i zaginionej podczas walk.
W podziemiach cerkwi początkowo nie miała znajdować się druga świątynia, a jedynie magazyn. Świadczy o tym niski sufit pomieszczenia. Dolną cerkiew urządzono dopiero wtedy, gdy okazało się, że w miesiącach zimowych w głównej, górnej, jest bardzo chłodno. Zdecydowano więc, że jesienią i zimą duchowni będą służyć w cerkwi dolnej, pod wezwaniem św. Serafina z Sarowa, a wiosną i latem – w górnej. Następnie w podziemiach cerkwi urządzono także parafialną kancelarię, stolarnię, pracownię wypieku prosfor i pracownię ikonograficzną.